# George Moscone

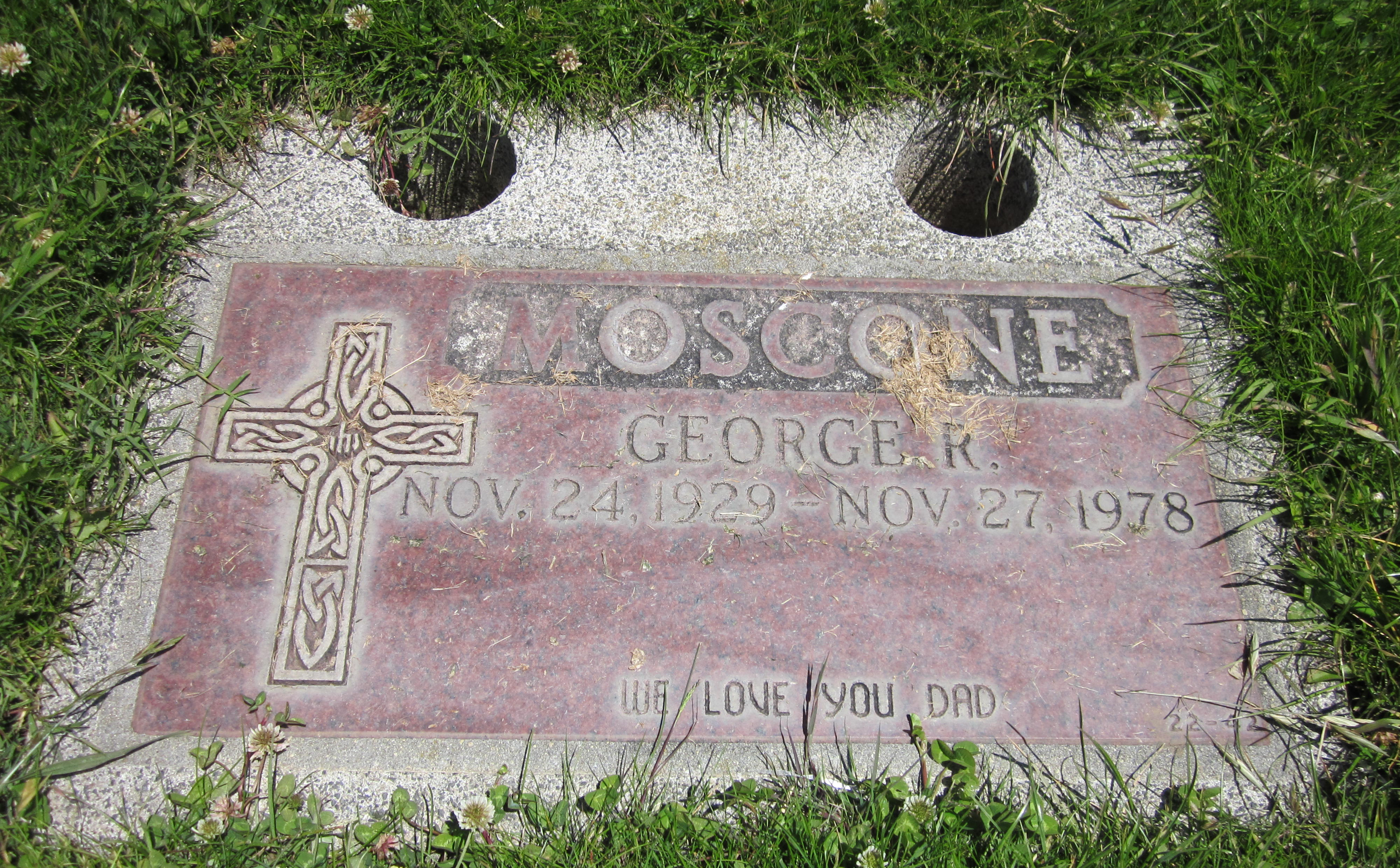
Moscones Grabstein auf dem Holy Cross Cemetery in Colma (2010)

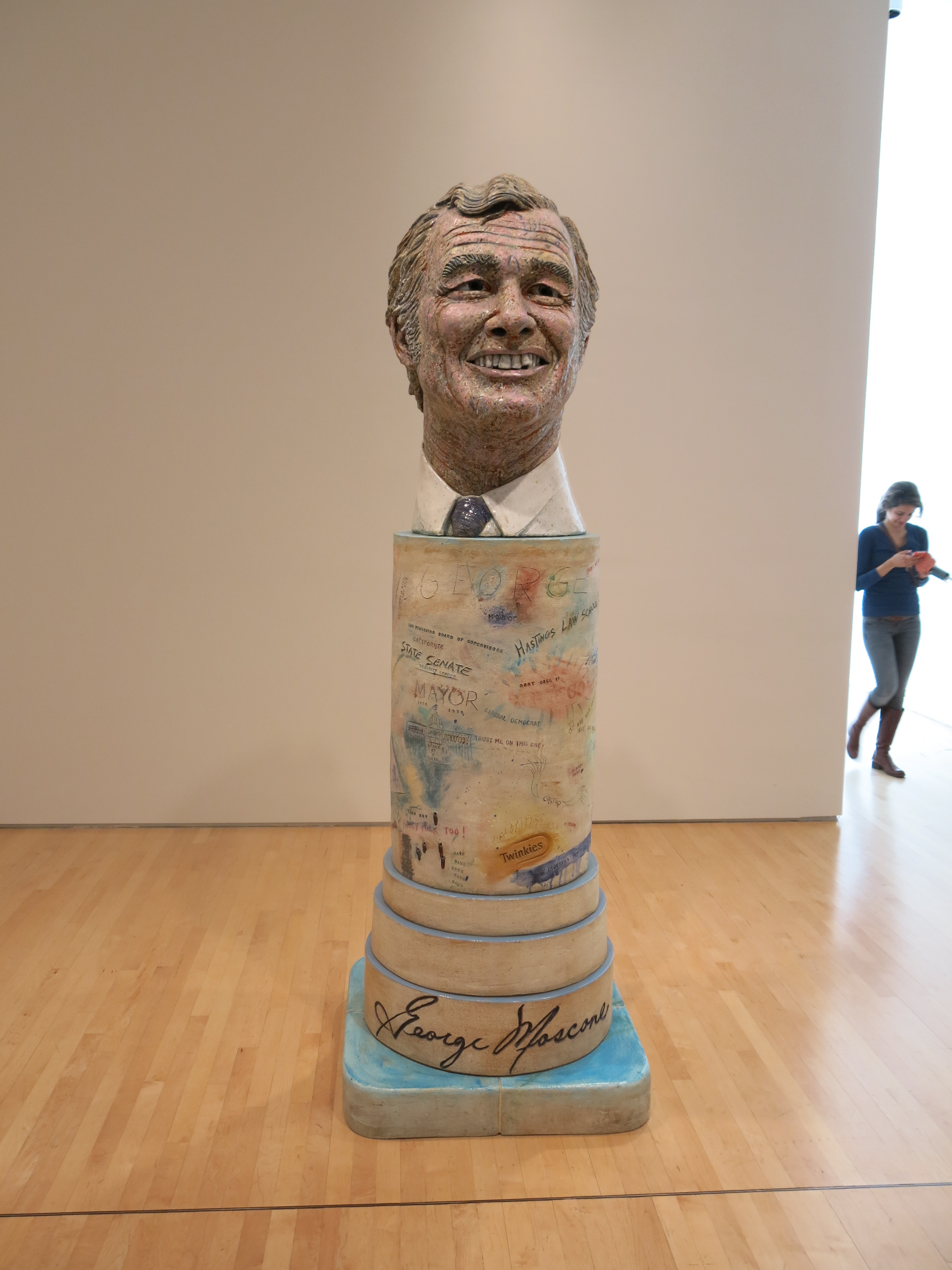
Eine 1981 von Robert Arneson geschaffene Büste Moscones im San Francisco Museum of Modern Art (2013).

George Moscone (* 24. November 1929 in San Francisco; † 27. November 1978 ebenda) war ein US-amerikanischer Politiker und Bürgermeister der Stadt San Francisco.

## Werdegang
Der Italoamerikaner Moscone war der Sohn eines Gefängniswärters und einer Putzfrau. Er  studierte Rechtswissenschaften. Im Jahr 1960 kandidierte er als Demokrat  erfolglos für  einen Sitz im kalifornischen Landesparlament. Im November 1975 gewann er mit knapper Mehrheit gegen einen konservativen Mitbewerber die Wahl zum Bürgermeister seiner Stadt. Er hatte dieses Amt von Januar 1976 bis zu seinem gewaltsamen Tod inne.
Er wurde, wie auch der Stadtverordnete Harvey Milk, von Dan White, einem Mitglied des Stadtrates, mit fünf Schüssen getötet. Auslöser war eine Streitigkeit über die Wiederernennung Whites als Mitglied des Stadtrates nach seinem Rücktritt von selbigem Posten. White wurde nicht wegen Mordes, sondern nur wegen Totschlags zu sieben Jahren Haft verurteilt. Dieser Prozess führte zu der zynischen Floskel „Twinkie Defense“, die in den US-amerikanischen Sprachgebrauch einging. Dan White wurde 1984 entlassen und brachte sich 1985 um.
Das größte Konferenzzentrum der Stadt San Francisco, das Moscone Center, ist ebenso wie eine Reha-Klinik heute nach ihm benannt. Ein Bronzebüste in San Francisco City Hall erinnert an Moscone. Ebenso wurde 1981 von Robert Arneson eine Büste geschaffen, die sich im San Francisco Museum of Modern Art befindet.